# Кузнечиха (Шипуновський район)
Кузнечи́ха (рос. Кузнечиха) — село у складі Шипуновського району Алтайського краю, Росія. Входить до складу Єльцовської сільської ради.

## Населення
Населення — 350 осіб (2010; 394 у 2002).
Національний склад (станом на 2002 рік):
- росіяни — 97 %